# Jan Englisch
Jan Englisch (ur. 12 lutego 1861 w Krakowie, zm. 13 kwietnia 1929 tamże) – polski działacz socjalistyczny, senator  I i II kadencji II RP.

## Życiorys
Jako uczeń szkoły drukarskiej zetknął się z ideami socjalizmu, pomagał wówczas Marii Jankowskiej-Mendelsonowej kontaktować się z aresztowanym mężem. Działał w Stowarzyszeniu Drukarzy Ognisko. W 1891 był delegatem na zjazd socjaldemokracji w Wiedniu. W 1892 był organizatorem zjazdu i współzałożycielem Galicyjskiej Partii Socjalno-Demokratycznej we Lwowie. Był redaktorem i wydawcą pisma Naprzód, na pierwszych obchodach pierwszomajowych w Krakowie w 1892 przemawiał w obronie wolności prasy. Zawodowo i zarobkowo pracował jako zecer w drukarni Nowej Reformy. Dla kolejarzy redagował Kurier Kolejarzy, w 1897 został prezesem krakowskiej organizacji drukarzy. W latach 1897–1910 był sekretarzem krakowskiej Kasy Chorych, przez kolejne 10 lat do 1920 był jej dyrektorem. Tuż przed I wojną światową został wydelegowany przez PPSD do TKSSN pracował w jej wydziale finansowym. Od 1919 wybrany w skład Rady Miejskiej w Krakowie. Od listopada 1922 był senatorem I kadencji Senatu II RP reprezentując Polską Partie Socjalistyczną. Senator II kadencji wybrany w 1928 roku z województwa krakowskiego z listy PPS. Pracował w komisji ustawodawstwa społecznego. Żonaty z Marią Popowicz, ojciec inżyniera i pułkownika WP Jerzego Englischa. Pochowany na cmentarzu Rakowickim (pas 26, płn.).

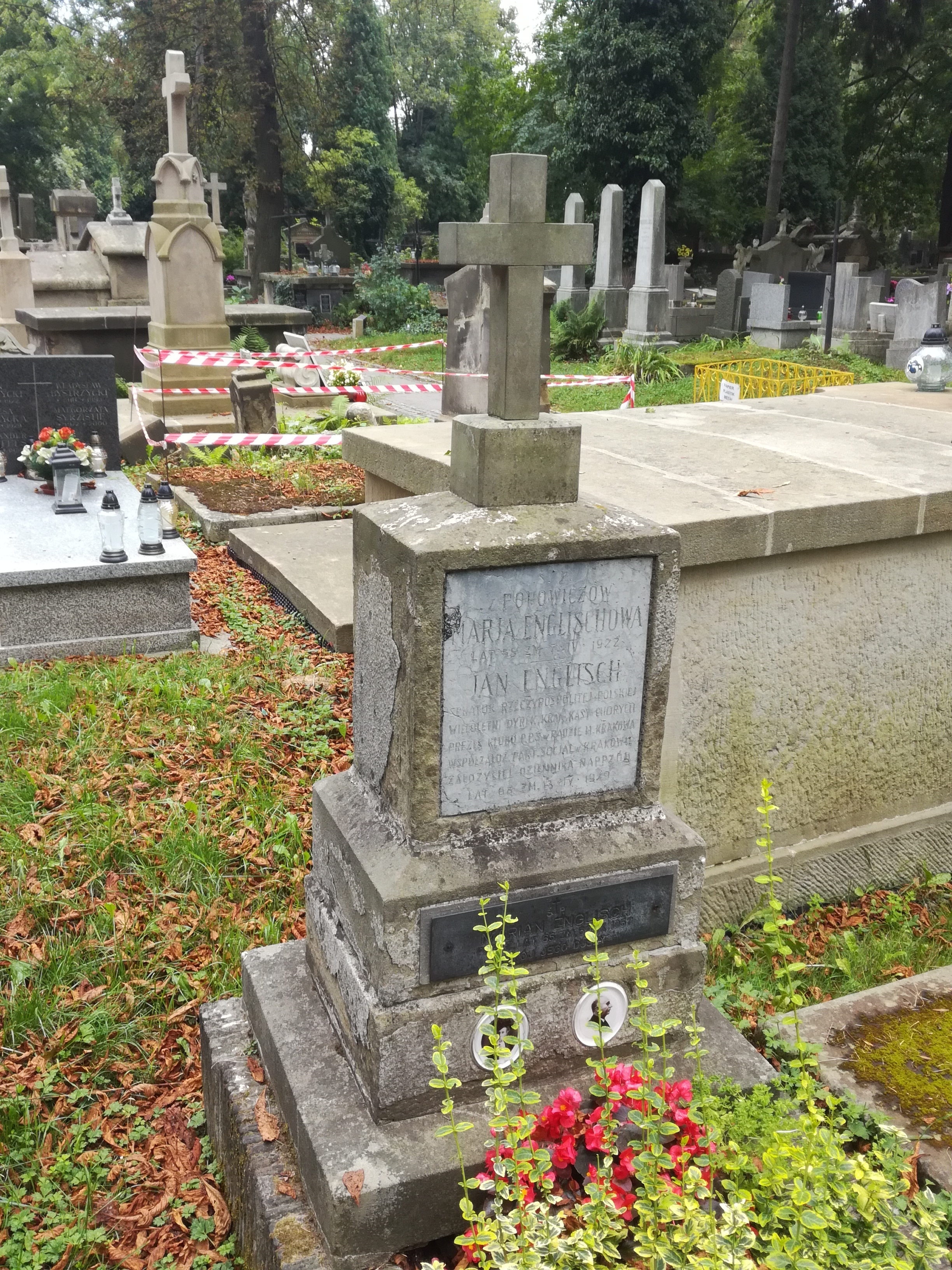
Grób Jana Englischa na cmentarzu Rakowickim